# Hyllisia loloa
Hyllisia loloa är en skalbaggsart som beskrevs av Jordan 1903. Hyllisia loloa ingår i släktet Hyllisia och familjen långhorningar. Inga underarter finns listade i Catalogue of Life.